# Sint-Truiden
Sint-Truiden (franceză Saint-Trond) este un oraș din regiunea Flandra din Belgia. Comuna este formată din localitățile Sint-Truiden, Aalst, Brustem, Engelmanshoven, Gelinden, Groot-Gelmen, Halmaal, Kerkom-bij-Sint-Truiden, Ordingen, Zepperen, Duras, Gorsem, Runkelen, Wilderen și Velm. Suprafața totală este de 106,90 km². La 1 ianuarie 2008 comuna avea o populație totală de 38.828 locuitori. 

## Localități înfrățite
- Franța: Duras;
- Țările de Jos: Weert.

1. ↑  Crossroad Bank of Enterprises, accesat în 14 iulie 2023